# Claudio Ridolfo
Claudio Ridolfo (Milano, 25 maggio 1957) è un doppiatore italiano.
Ha intrapreso la carriera di attore nel 1976, mentre è entrato nel mondo del doppiaggio nel 1992. Dal 2015 al 2022 è stato presidente dell'ADAP (Associazione Doppiatori Attori Pubblicitari) per poi diventare coordinatore di quest'ultima.

## Filmografia

### Cinema
- Papà dice messa, regia di Renato Pozzetto (1996)
- Casomai, regia di Alessandro D'Alatri (2002)

### Televisione
- Casa Vianello (2003)

## Doppiaggio

### Cinema
- David Yost in Power Rangers - Il film, Power Rangers - Una volta e per sempre
- Justin Urich e Spalding Gray in Due sballati al college
- Jon Seda in Selena
- James LeGros in Thursday - Giovedì
- Gerard Kearney in La guerra dei bottoni
- Wade Williams in Un poliziotto a 4 zampe 2
- Shea Whigham in Il ricevitore è la spia
- Lochlyn Munro in Dead Man on Campus
- Kareem J. Grimes in Legendary
- Warren Derosa in The Commander
- Dwier Brown in Dennis colpisce ancora
- David Fernández in Pongo, il cane milionario
- Christophe Vandevelde in Lolo - Giù le mani da mia madre
- Björn Freiberg in Anna Frank, la mia migliore amica
- Igor Mityushkin in Dovlatov - I libri invisibili
- Eddie Cheung in Election
- Luis Perezagua in Tin & Tina
- Hisashi Ogura in Tokyo Ghoul - Il film

### Serie televisive
- Dmitry Chepovetsky in Horizon
- John Schneider in La signora del West
- Jonathan Aris in The End of the F***ing World
- David Yost in Power Rangers, Power Rangers Zeo, Power Rangers Cosmic Fury
- Joe Nieves in How I Met Your Mother
- Anoush Norouzi in Cobra Kai
- David García in Una vita
- Nicholas Jones in The Crown
- Lance E. Nichols in The Purge
- Chris Diamantopoulos in Made for Love

### Film d'animazione
- Ninzaburo Shiratori in Detective Conan - Fino alla fine del tempo, Detective Conan - L'asso di picche, Detective Conan - L'ultimo mago del secolo, Detective Conan - Solo nei suoi occhi, Detective Conan - Trappola di cristallo, Detective Conan - Il fantasma di Baker Street
- Tenshinhan in Dragon Ball - Il torneo di Miifan (ridoppiaggio), Dragon Ball Z - La grande battaglia per il destino del mondo (ridoppiaggio), Dragon Ball Z - La minaccia del demone malvagio (ridoppiaggio), Dragon Ball Z - La storia di Trunks (ridoppiaggio)
- Rei in Lamù - Only You, Lamù - Remember My Love, Lamù - Forever: La principessa nel ciliegio, Lamù - Boy Meets Girl: Un ragazzo, una ragazza, Lamù - Sei sempre il mio tesoruccio
- Drake in One Piece - La spada delle sette stelle
- Napolipolita in Project A-ko
- Ken in Time Bokan - Le macchine del tempo
- Yada in Perfect Blue
- DJ Man in Beyblade - The Movie
- Togusa in Ghost in the shell
- Shin in Ken il guerriero - La leggenda del vero salvatore
- Kotetsu Hagane in Naruto Shippuden - Eredi della Volontà del Fuoco, The Last: Naruto the Movie
- Raise Max in One Piece Gold - Il film
- Makoto Shimoyamada in City Hunter: Private Eyes
- Benn Beckman in One Piece Film: Red

### Serie animate
- Tensing in Dragon Ball, Dragon Ball Z, Dragon Ball Super
- Togusa in Ghost in the Shell: Stand Alone Complex, Ghost in the Shell: Stand Alone Complex, Ghost in the Shell: SAC 2045
- Jab in Street Sharks - Quattro pinne all'orizzonte
- Tōgō Masakazu in School Rumble
- Moran in Sailor Moon, Sailor Moon la luna splende, Sailor Moon e il cristallo del cuore, Sailor Moon e il mistero dei sogni
- Barone Shumate in Lupin the Third - La donna chiamata Fujiko Mine
- Una guardia di Zeno in Dragon Ball Super (ep. 55+)
- Ninzaburo Shiratori (2ª voce), Tomoaki Araide (3ª voce), Vodka (3ª voce) in Detective Conan
- Soujū Matsushita e Kensuke Shiomi in Dream Team
- Terence in È un po' magia per Terry e Maggie
- Boris Huznestov in Beyblade G-Revolution
- Ebisu (1ª voce), Kotetsu Hagane, Gamakichi in Naruto
- Zolf J. Kimbly in Fullmetal Alchemist
- Benn Beckman (2ª voce), Chaka (3ª voce), Jerry, Hannyabal e Zambai in One Piece
- Para, Ombra e Karim in Yu-Gi-Oh!
- T-Bone e Thoper in Yu-Gi-Oh! GX
- Luca in Magico Dan, super campione
- Rei negli OAV di Lamù
- Light Newman in Metal Armor Dragonar
- Alex Rowell in Devil May Cry
- Gyan Cinquedea in Inazuma Eleven GO
- Shockwave in Transformers: Cyberverse
- Yasuharu Yasuda in Slam Dunk
- Kamiya Minoru, il Dottore in Yu Yu Hakusho
- Conte Saint Germain in Castelvania
- Bolivar Trask in Wolverine e gli X-Men
- Kazuyama Utsumi in Patlabor
- Demone della Palude in Demon Slayer
- Lewis Muller in Great Pretender
- Nicholas e Sig. Blackwell in Little Witch Academia
- Jem Horner in BNA: Brand New Animal
- Apache in Shaman King (anime 2021)
- Gantenbainne Mosqueda, Gegetsuburi e Charlotte Chuhlhourne in Bleach
- Gard Mjolmire in That Time I Got Reincarnated as a Slime
- Re matto della foresta e guardia principale di re Dasha in Ranking of Kings
- Martin e Andre Anderson in Lupin III - Una storia senza fine
- Jasper in Dr. Stone
- Toma Kuraba, Kintaro, Yasunori in Gintama
- Karios in Reborn as a Vending Machine, I Now Wander the Dungeon
- Primo Ministro Yabe in Mob Psycho 100

### Videogiochi
- Vincent Tiger in Harry Potter e l'Ordine della Fenice[1] e Harry Potter e il principe mezzosangue[2]
- Voce tutorial in Spider-Man 2[3], Spider-Man 3[4]
- Ruff Trigger in Ruff Trigger: The Vanocore Conspiracy
- Il Carpentiere in Alice: Madness Returns[5]
- Dvalin/Dave Quagmire, Wyles, Stewart Vanguard e Gregory Smith in Inazuma Eleven 2[6]
- Pyramid in Enslaved: Odyssey to the West[7]
- Al-Zalam in MediEvil Resurrection
- M2A3 Bradley, Soldato Javelin, Paladin e Drone costruttore in Act of War: Direct Action[8]
- Maltazard in Arthur e la vendetta di Maltazard[9]
- James Aguire in Battlefield: Bad Company 2[10]
- Gunther, Cavaliere alto e Cavaliere grasso in La Bella o la Bestia[11]
- Il Mendicante in Bloodborne[12]
- Popolazione, Plebeo, Intagliatore di Marmo e Coltivatore di olive in Caesar IV[13]
- Geniere, MCV, RIG, Squadra Militanti, Buggy Raider ed Emissario in Command & Conquer 3: Tiberium Wars[14]
- Geniere, Riptide, Generatore Base, Trasporto Rapido, Porto Base e Nano Sciama Base in Command & Conquer: Red Alert 3[15]
- Francis O'Brien, Pascal, Ufficiale Nazista e Gestapo in Commandos: Strike Force[16]
- Stevens in Fenimore's Fillmore Revenge[17]
- Drago guardiano e Fujimoto in Dragon Lore: The Legend Begins (1994)[18]
- Ron Weasley in Harry Potter e il prigioniero di Azkaban (2004)[19]
- Henry Nelson, Paul Raad, Frank Cinders, Richard Davis, Darkstar e V. King e Voci di Sottofondo in Doom 3 (2004)[20]
- Robert Demarion, Malakai, Robert Shaw, James Woolf, Voce al telefono e Sussurri dei fantasmi/contrabbandieri in Dark Fall 2: il segreto del faro (2004)[21]
- Zanat in Atlantis Evolution (2004)[22]
- Jackal e marines in Halo 2 (2004)[23]
- Narratore Americano e Ammiraglio Nagumo in Axis & Allies (2005)[24]
- Abraracourcix e Larry Craft in Asterix & Obelix XXL 2: Mission Las Vegum (2005)[25]
- Capitan Richard Clark e Butcher in Desperados 2: Cooper's Revenge (2006)[26]
- Libellula capo in Bee Movie Game (2007)[27]
- Dottor Challus Mercer in Dead Space (2008),[28] Dead Space (Remake) (2023)[29]
- Claptrap in Borderlands (2009),[30] Borderlands 2 (2012),[31] Borderlands: The Pre-Sequel (2014),[32] Borderlands 3 (2019)[33]
- Mark Kruger, Stewart Vanguard, Aaron Adams, Dave Quagmire e Mac Robingo in Inazuma Eleven 3 (2010)[34]
- Brent Hudson e Felix Birnbaum nel DLC Minerva's Den di BioShock 2 (2010)[35]
- Nolan Stross in Dead Space 2 (2011)[36]
- Gyam Cinquedea, Jordan Greenway e Dave Quagmire in Inazuma Eleven GO (2011)[37]
- Dvalin/Dave Quagmire, Mac Robingo, Mark Krueger, Lephiel e Sael in Inazuma Eleven Strikers (2011)[38]
- Benjamin, Jamie, Steward e Phallinx Hagar in Rage (2011)[39]
- David Montes in Battlefield 3 (2011)[40]
- Sandman in Call of Duty: Modern Warfare 3 (2011)[41]
- Caliem e Capitan Cyrillis in Diablo III (2012)[42]
- Dennis Rogers in Far Cry 3 (2012)[43]
- James Whitman in Tomb Raider (2013)
- Dottor Harrison Powell in BioShock Infinite (2013)[44]
- Capitan Rumford in Diablo III: Reaper of Souls (2014)[42]
- Voce dello scriba in Stronghold Crusader II (2014)[45]
- Voce Briefing in Dying Light (2015)[46]
- Philip Twopenny in Assassin's Creed: Syndicate (2015)[47]
- Cap. Widmark, Gouger, Isaac Karlin, Neil Freund, Sheffield in Fallout 4 (2015)[48]
- Voklard Rand in Deus Ex: Mankind Divided (2016)[49]
- Harold Hunter e speaker dello stadio in FIFA 17 (2016),[50] FIFA 18 (2017)[51]
- Travis Tate e personaggi vari in Horizon Zero Dawn (2017)[52]
- Larry Parker in Far Cry 5 (2018)[53]
- M. Wilson e Modello JB300 in Detroit: Become Human (2018)[54]
- Protagora in Assassin's Creed: Odyssey (2018)[55]
- Leto, mercante anziano e alcuni banditi in Remnant: From the Ashes (2019)[56]
- Comando Flores in Outriders (2021)[57]
- Naram-Sin di Akkad in The Dark Pictures: House of Ashes (2021)[58]
- Guardia Tarasa e Ihab in Diablo IV (2023)[59]
- Dominic Sebastian in Batman: Arkham Shadow (2024)[60]
- Johan Essaidi in Call of Duty: Black Ops 6 (2024)[61]